# Club YLA
Il Club YLA, precedente noto come Club Brugge Dames, è una squadra di calcio femminile belga, sezione del Club Brugge, società con sede nella città di Bruges, capoluogo della provincia delle Fiandre Occidentali.
Originariamente istituita nel 2000 come divisione femminile del KSV Jabbeke, la squadra disputa la Super League, massimo livello del campionato belga di categoria, ottenendo come miglior risultato il 3º posto nell'edizione 2022-2023 oltre che aver conquistato la Coppa del Belgio nel 2024.

## Palmarès
- Coppa del Belgio: 1

2023-2024

### Altri piazzamenti
- Coppa del Belgio:

Finalista: 2013-2014, 2014-2015

## Organico

### Rosa 2024-2025
Rosa, ruoli e numeri di maglia come da sito ufficiale, aggiornati al 13 settembre 2024.
| N. |                        | Ruolo | Calciatrice            |
| -- | ---------------------- | ----- | ---------------------- |
| 2  | Turchia (bandiera)     | D     | Sejde Abrahamsson      |
| 4  | Belgio (bandiera)      | D     | Amy Littel             |
| 5  | Belgio (bandiera)      | D     | Chionne Bonny          |
| 7  | Belgio (bandiera)      | A     | Oona Careel            |
| 8  | Belgio (bandiera)      | C     | Chloé Vande Velde      |
| 9  | Belgio (bandiera)      | A     | Véronique Zang Bikoula |
| 10 | Svizzera (bandiera)    | A     | Stefanie Da Eira       |
| 11 | Belgio (bandiera)      | C     | Rania Boutiebi         |
| 13 | Belgio (bandiera)      | A     | Angel Kerkhove         |
| 14 | Belgio (bandiera)      | D     | Sterre Gielen          |
| 16 | Belgio (bandiera)      | C     | Margaux Martlé         |
| 17 | Belgio (bandiera)      | C     | Fleur Pauwels          |
| 18 | Belgio (bandiera)      | D     | Isabelle Iliano        |
| 19 | Paesi Bassi (bandiera) | C     | Jade Heida             |

| N. |                        | Ruolo | Calciatore           |
| -- | ---------------------- | ----- | -------------------- |
| 20 | Paesi Bassi (bandiera) | P     | Ilke Brandsma        |
| 21 | Belgio (bandiera)      | D     | Caitlin Lievens      |
| 22 | Belgio (bandiera)      | D     | Jody Vangheluwe      |
| 25 | Belgio (bandiera)      | C     | Davinia Vanmechelen  |
| 26 | Paesi Bassi (bandiera) | A     | Aisse Gumbs          |
| 28 | Belgio (bandiera)      | A     | Romane Jadoulle      |
| 30 | Belgio (bandiera)      | P     | Nell Van Dyck        |
| 31 | Belgio (bandiera)      | P     | Marie Elferink       |
| 41 | Belgio (bandiera)      | C     | Lotte Vanderhaegen   |
| 44 | Belgio (bandiera)      | C     | Noor Persyn          |
| 46 | Belgio (bandiera)      | A     | Clementine Reynebeau |
| 87 | Belgio (bandiera)      | P     | Jorijn Covent        |
| 99 | Belgio (bandiera)      | D     | Lyndsey Van Belle    |